# FLASH BACK
Pour les articles homonymes, voir Flashback (homonymie).
Albums de Capsule
capsule rmx
(2007) More! More! More!
(2008)
FLASH BACK est un album du groupe électro Capsule sorti en 2007 au Japon.

## Titres
1. construction
2. FLASH BACK
3. Eternity
4. You are the reason
5. Love Me
6. I'm Feeling You
7. MUSiXXX
8. Get down
9. Electric light Moon light